# 곤충 채집

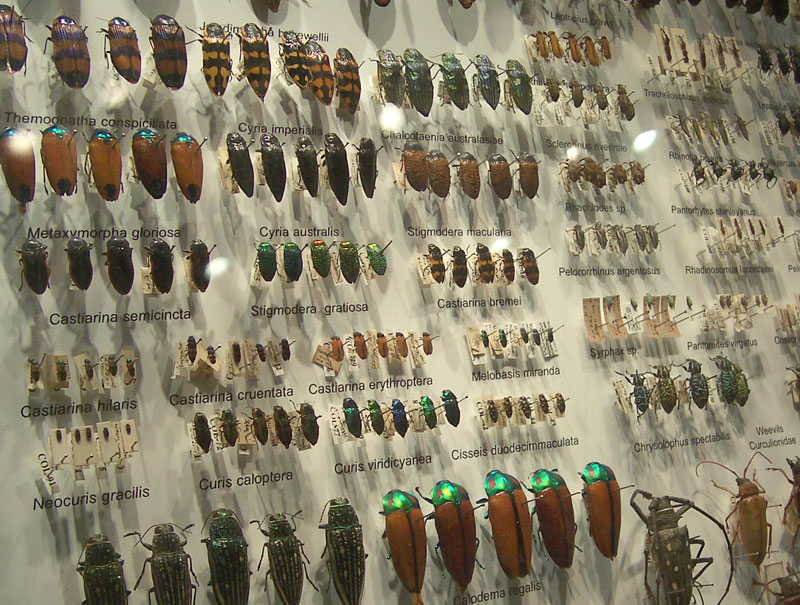
오스트레일리아 멜버른 박물관의 딱정벌레목 전시관

곤충 채집(昆蟲採集, insect collecting)은 곤충을 포함한 절지동물들을 학문적 연구나 취미로 수집하는 행위를 가리킨다. 대부분의 곤충은 크기가 작고 형태학적 특징을 검사하기 이전에 종을 판별하기 힘드므로 곤충학자들은 곤충 채집으로 수집품을 만든다. 자연사박물관이나 대학교에서 학자들이 채집한 곤충 수집품들이 보관돼있다.
곤충 수집의 역사는 취미로서 유행했던 빅토리아 시대를 포함해 시공간상 널리 퍼져있다.

## 보관 및 전시
곤충을 보관하는 방법에는 여러 가지가 있는데, 대표적으로 건조, 액체 보존, 슬라이드 마운트가 있다.

## 대중 문화
《포켓몬스터》의 창작자 다지리 사토시는 유년 시절의 취미였던 곤충 채집이 시리즈를 만드는 데 큰 영감을 줬다고 한다.